# کوئست کورپوریشن
کوئست کورپوریشن (انگلیسی: Qwest Corporation) شرکت مخابراتی آمریکایی است، که در سال ۱۹۱۱ تأسیس شد.